# Paraphasma fasciatum
Paraphasma fasciatum is een insect uit de orde wandelende takken (Phasmatodea) en de familie Pseudophasmatidae. De wetenschappelijke naam van deze soort is voor het eerst geldig gepubliceerd in 1835 door de Britse zoöloog George Robbert Gray.